# IPhone 14
iPhone 14 – smartfon z linii iPhone opracowany, wyprodukowany i sprzedawany przez amerykańską firmę Apple. Jest podstawowym wariantem serii, której premiera odbyła się 16 września 2022, a w skład której wchodzą 4 modele. Są to iPhone 14, iPhone 14 Pro, iPhone 14 Plus i iPhone 14 Pro Max. Smartfon posiada moduł 5G. Urządzenie jest odporne na zachlapanie, wodę i kurz. Telefon bazuje na systemie operacyjnym iOS 16 i w zależności od modelu korzysta z procesora Apple A15 Bionic w wersji podstawowej oraz Plus lub Apple A16 Bionic w wersji Pro i Pro Max.

## Aparaty fotograficzne
Wariant iPhone 14 i iPhone 14 Plus posiada dwa 12-megapikselowe obiektywy tylne oraz jeden przedni 12-megapikselowy obiektyw. Wariant iPhone 14 Pro i iPhone 14 Pro Max posiada jeden 48-megapikselowy tylny obiektywy oraz dwa 12-megapikselowe tylne obiektywy oraz jeden przedni 12-megapikselowy obiektyw.